# 16407 Ойунський
16407 Ойунський (16407 Oiunskij) — астероїд головного поясу, відкритий 19 вересня 1985 року.
Тіссеранів параметр щодо Юпітера — 3,512.